# Joodse begraafplaats (Overveen)
De Joodse begraafplaats in Overveen (gemeente Bloemendaal in Noord-Holland) is gelegen in het duingebied aan de Tetterodeweg en is eigendom van het Nederlands-Israëlitisch Kerkgenootschap te Amsterdam.

## Geschiedenis
De begraafplaats werd in 1797 gesticht door de Neie Kille (Nieuwe Gemeente), die zich had afgesplitst van de Amsterdamse Hoogduitse Joodse Gemeente onder de naam Adath Jeschurun (Gemeente van Jeschurun). De oprichters (onder wie Mozes Salomon Asser, Herman Bromet en Hartog de Lemon) streefden, geïnspireerd door de idealen van de Franse Revolutie, naar dezelfde burgerrechten voor Nederlandse joden als voor de overige Nederlanders. Dat wekte verzet van de gevestigde Amsterdamse Joodse Gemeente en het kwam tot rellen, waarbij de toenmalige politie te paard de orde probeerde te herstellen.
De gemeente bleef bestaan, totdat men in opdracht van Lodewijk Napoleon in 1808 terug moest keren tot de Joodse Gemeente Amsterdam.
Nadat er in 1805 door de plaatselijke jeugd vernielingen waren aangericht op de begraafplaats, werd er een muur om de dodenakker gebouwd. Naast de ingang staat in het Hebreeuws: ‘Klein en groot is daar gelijk en de slaaf is vrij van zijn heer’ (Job 3:19).
De begraafplaats is sinds 2005 een Rijksmonument. Op initiatief van de Stichting tot Instandhouding van de Joodse Begraafplaats te Overveen zijn de stenen muur en het toegangshek in 2010 volledig gerestaureerd, evenals de waterpomp voor de rituele handwassing. De restauratie van het metaheerhuis, waar de overledenen opgebaard en ritueel gewassen werden, is in 2013 voltooid.

## Graven
Er zijn ca. 220 personen begraven op de begraafplaats, de meesten tussen 1797 en 1940. Onder hen zijn de oprichters en de eerste rabbijn, Isaac Graanboom en Jacob Leon Wertheim (1839-1882). Van de 20e-eeuwse graven zijn die van de Amsterdamse bankier en politicus A.C. Wertheim (1832-1897), broer van de genoemde Wertheim, en van de Haagse jurist mr. dr. Lodewijk Visser (1871-1942) het bekendst. Visser was president van de Hoge Raad der Nederlanden, maar werd evenals alle andere Joodse ambtenaren uit zijn ambt gezet door de Duitse bezetter.
De graven van rabbijn Graanboom, de heer en mevrouw Visser en dat van D.E. Lioni zijn in juli 2020 ingrijpend gerestaureerd.
Barend Elburg, woonachtig in Herzliya (Israël), heeft als een van de vrijwilligers van het project Het Stenen Archief, alle Hebreeuwse teksten op de graven vertaald en waar nodig voorzien van noten (bijvoorbeeld een verwijzing naar een aangehaald Bijbelvers).